# چاه تزریقی

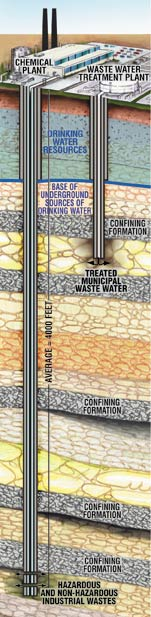
چاه تزریق عمیق برای دفع فاضلاب‌های خطرناک، صنعتی و شهری. یک چاه «کلاس Iلف» تحت مقررات USEPA.

چاه تزریقی دستگاهی است که سیال را در عمق زمین در صخره‌های متخلخل مانند ماسه‌سنگ یا سنگ آهک در زیر لایه کم عمق خاک یا در داخل آن قرار می‌دهد. سیال ممکن است آب، فاضلاب، آب نمک (آب نمک) یا آب مخلوط با زباله‌های صنعتی شیمیایی باشد.

## تعریف
آژانس حفاظت از محیط زیست ایالات متحده (EPA) یک چاه تزریقی را به عنوان «شفت حفر یا هدایت شده، یا سوراخی حفر شده با عمقی بیشتر از عرض آن، یا یک فروچاله بهبودیافته، یا یک سیستم توزیع سیال زیرسطحی» تعریف می‌کند. ساخت چاه به مایع تزریق شده در آن و عمق ناحیه تزریق بستگی دارد. چاه‌های عمیقی که برای تزریق زباله‌های خطرناک یا دی‌اکسید کربن در اعماق سطح زمین طراحی شده‌اند، دارای لایه‌های متعددی از پوشش محافظ و سیمان هستند، در حالی که چاه‌های کم‌عمقی که مایعات بی‌خطر را به داخل یا بالای منابع آب آشامیدنی تزریق می‌کنند، ساده‌تر ساخته می‌شوند.

## کاربردها

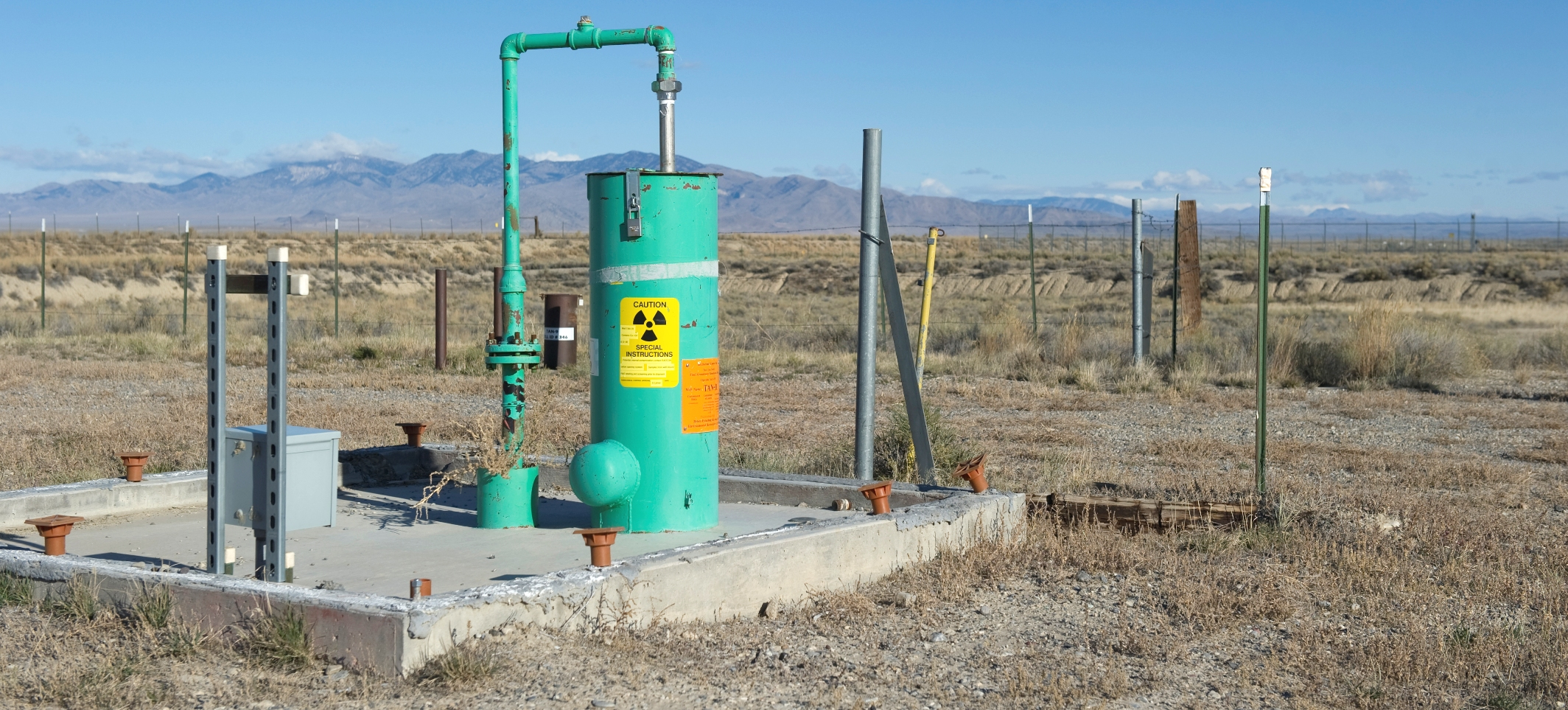
این چاه برای تزریق منبع پروتئین — پودر آب‌پنیر — به منظور تغذیه میکروارگانیسم‌ها در فرایند زیست‌پالایی درجا مورد استفاده قرار می‌گیرد. کارکنان سایت آیداهو از میکروب‌ها برای پاکسازی آب‌های زیرزمینی آلوده‌شده استفاده کرده‌اند تا از سفره آب زیرزمینی دشتی اسنِیک حفاظت بیشتری به عمل آورند. این میکروب‌ها با ترکیبی از لاکتات سدیم و پودر آب‌پنیر، که از مواد رایج در نوشیدنی‌های پروتئینی ورزشی است، تغذیه می‌شوند.

چاه‌های تزریقی برای مقاصد بسیاری استفاده می‌شوند.

### دفع زباله
پساب تصفیه شده را می‌توان به داخل زمین بین لایه‌های غیرقابل‌نفوذ سنگ‌ها تزریق کرد تا از آلودگی آب‌های سطحی جلوگیری شود. چاه‌های تزریقی معمولاً از لوله‌های جدارجامد تا ارتفاعی عمیق ساخته می‌شوند تا از مخلوط شدن تزریق با محیط اطراف جلوگیری کنند. چاه‌های تزریقی از زمین به عنوان فیلتری برای تصفیه فاضلاب قبل از رسیدن به آبخوان استفاده می‌کنند. این روش دفع فاضلاب همچنین باعث پخش شدن تزریق در یک منطقه وسیع می‌شود و اثرات زیست‌محیطی را بیشتر کاهش می‌دهد.
در ایالات متحده، حدود ۸۰۰ چاه دفع زباله با تزریق عمیق در دسترس وجود دارد که توسط صنایعی مانند تولیدکنندگان مواد شیمیایی، پالایشگاه‌های نفت، تولیدکنندگان مواد غذایی و کارخانه‌های فاضلاب شهری استفاده می‌شود. بیشتر آب تولید شده توسط چاه‌های استخراج نفت و گاز در ایالات متحده نیز در چاه‌های تزریقی عمیق دفع می‌شود.
منتقدان چاه‌های تزریقی فاضلاب نگرانی‌هایی در مورد آلودگی آب‌های زیرزمینی عنوان می‌کنند. استدلال این است که اثرات برخی ضایعات تزریقی در آب‌های زیرزمینی به‌طور کامل درک نشده و همچنین سازمان‌های علمی و نظارتی با گسترش سریع شیوه‌های دفع در ایالات متحده که در آن بیش از ۶۸۰۰۰۰ حلقه چاه در سال ۲۰۱۲ وجود داشته هماهنگ نشده‌اند.
جایگزین‌های چاه‌های تزریقی شامل تخلیه مستقیم فاضلاب تصفیه‌شده به آب‌های دریافت‌کننده، تهویه حفاری نفت و آب تولیدی فرکینگ برای استفادهٔ مجدد، استفاده از آب تصفیه‌شده برای آبیاری یا آبیاری دام و فرآوری آب در تصفیه‌خانه‌های فاضلاب صنعتی است. تخلیه مستقیم آب را در یک منطقهٔ وسیع پراکنده نمی‌کند. اثرات زیست‌محیطی بر بخش خاصی از یک رودخانه و قسمت پایین‌دست آن یا روی یک بدنهٔ آبی ساحلی متمرکز است. آبیاری گسترده در مناطقی که آب تولیدشده تمایل به شوری دارد متداول نیست. این‌عمل اغلب بسیار هزینه‌بردار بوده و نیازمند نگهداری مداوم و مصرف زیاد برق است.
از اوایل دهه ۱۹۹۰، شهرستان مائویی در هاوایی درگیر مبارزه بر سر ۳ تا ۵ میلیون گالن فاضلاب در روز است که به زیر تأسیسات احیای فاضلاب لاهاینا تزریق می‌کند، به این ادعا که آب در تراوش‌هایی که باعث شکوفایی جلبک‌ها و سایر آسیب‌های زیست‌محیطی می‌شود بیرون می‌آید. پس از نزدیک به بیست‌سال، بعدازآنکه بررسی‌های متعدد نشان داد که بیش از نیمی از تزریق در آب‌های ساحلی مجاور انجام می‌شود، توسط گروه‌های محیط زیست تحت شکایت قرارگرفت. قاضی در دعوا استدلال‌های شهرستان را ردکرد و به‌طور بالقوه آن را مشمول میلیون‌ها دلار جریمه‌های فدرال کرد. یک حکم رضایت در سال ۲۰۰۱، شهرستان را ملزم به دریافت گواهی کیفیت آب از وزارت بهداشت هاوایی کرد که تا سال ۲۰۱۰ پس از طرح شکایت موفق به انجام این کار نشد. این پرونده از طریق دادگاه تجدیدنظر ایالات متحده برای حوزه نهم و متعاقباً به دیوان عالی ایالات متحده ادامه یافت. در سال ۲۰۲۰ دادگاه شهرستان مایوویی سرمایهٔ حیات وحش هاوایی معتقد است که چاه‌های تزریقی ممکن است «عملکردی معادل با تخلیه مستقیم» تحت قانون آب پاک باشند و به EPA دستور داد که با دادگاه‌ها برای ایجاد مقرراتی در زمانی که این نوع چاه‌ها نیاز به مجوز دارند، همکاری کند.

### تولید نفت و گاز
یکی دیگر از کاربردهای چاه‌های تزریقی در گاز طبیعی و تولید نفت است. بخار آب، دی‌اکسید کربن، آب و سایر مواد را می‌توان به یک واحد تولید روغن تزریق کرد تا فشار مخزن را حفظ‌کند، روغن را گرم‌کرده یا ویسکوزیته آن را کاهش‌داده و به آن اجازه‌دهد تا به چاه تولیدکننده نزدیک جریان‌یابد.

### اصلاح سایت زباله
از دیگر کاربردهای چاه‌های تزریقی در اصلاح محیطی برای پاکسازی خاک یا آلودگی آب‌های زیرزمینی است. حلقهٔ چاه تزریقی می‌تواند آب تمیز را به یکآبخوان وارد کرده در نتیجه تغییر جهت و سرعت جریان آب‌های زیرزمینی، احتمالاً به سمت کاهش چاه‌های استخراج رفته که پس از آن می‌تواند سریع‌تر و کارآمدتر آب‌های زیرزمینی آلوده را حذف‌کند. از چاه‌های تزریقی نیز می‌توان برای پاکسازی آلودگی خاک استفاده‌کرد، به عنوان مثال با استفاده از سیستم ازن‌زنی هیدروکربن‌های پیچیده و سایر آلاینده‌هایی که در خاک به دام‌افتاده‌اند که در غیر این صورت غیرقابل دسترس هستند، می‌توانند توسط ازن که یک گاز بسیار واکنش‌پذیر است تجزیه شوند که اغلب مقرون‌به‌صرفه‌تر از حفاری منطقهٔ آسیب‌دیده است. چنین سیستم‌هایی به‌ویژه در محیط‌های شهری ساخته شده که در آن حفاری ممکن‌است به دلیل ساختمان‌های پوشاننده غیرعملی باشد، مفیدهستند.

### تغذیه آبخوان
اخیراً گزینه پر کردن مجدد سفره‌های طبیعی با تزریق یا نفوذ اهمیت بیشتری یافته است، به ویژه در خشک‌ترین‌منطقه جهان، منطقه MENA (خاور میانه و شمال آفریقا).
رواناب سطحی را می‌توان در چاه‌های خشک یا چاه‌های بایر که به‌عنوان مخزن تغییرکرده‌اند، شارژ کرد. این‌سیستم های هیبریدی مدیریت آب طوفان که چاه‌های تغذیه نامیده می‌شوند، دارای مزیت تغذیه آبخوان و تأمین آنی آب آشامیدنی به‌طور همزمان هستند. آنها می‌توانند از زیرساخت‌های موجود استفاده‌کنند و به تلاش بسیارکمی برای اصلاح و عملیات نیازدارند. فعال‌سازی می‌تواند به سادگی واردکردن یک پوشش پلیمری (فویل) در شفت چاه باشد. لوله‌های عمودی برای هدایت سرریز به پایین می‌توانند عملکرد را افزایش‌دهند. اطراف چاه به عنوان قیف عمل می‌کند. اگر این‌منطقه به خوبی حفظ‌شود، آب قبل از ورود به مخزن نیاز به تصفیه کمی دارد.

### انرژی زمین‌گرمایی
چاه‌های تزریقی برای بهره‌برداری از انرژی زمین گرمایی در سازه‌های سنگی داغ و متخلخل زیر سطح با تزریق مایعات به زمین استفاده می‌شود که در زمین گرم می‌شوند و سپس از چاه‌های مجاور به صورت سیال، بخار یا ترکیبی از هردو استخراج می‌شوند. سپس از بخار و سیال گرم‌شده می‌توان برای تولید برق یا مستقیماً برای گرمایش زمین‌گرمایی استفاده‌کرد.

## ملزومات قانونی
در ایالات متحده، فعالیت چاه‌های تزریقی توسط EPA و دولت‌های ایالتی تحت قانون آب آشامیدنی ایمن (SDWA) تنظیم‌می‌شود. بخش «مسئولیت اجرای اولیه ایالت» SDWA برای ایالت‌ها فراهم می‌کند تا برنامه UIC پیشنهادی خود را به EPA ارسال کنند تا ایالت‌ها مسئولیت اجرای اولیه را برعهده‌بگیرند. به سی و چهار ایالت مجوز اجرای اولویت UIC برای چاه‌های کلاس یک، دو، سه، چهار و پنج داده شده است. برای ایالات بدون برنامه UIC تاییدشده، مدیر EPA برنامه‌ای را برای اعمال تجویز می‌کند. EPA مقررات کنترل تزریق زیرزمینی (UIC) را به منظور حفاظت از منابع آب آشامیدنی صادر کرده است.
مقررات EPA شش‌مدل از چاه‌های تزریقی را تعریف می‌کنند. چاه‌های کلاس یک برای تزریق زباله‌های شهری و صنعتی به زیر منابع زیرزمینی آب آشامیدنی استفاده می‌شوند. چاه‌های کلاس دو برای تزریق سیالات مرتبط با تولید نفت و گاز از جمله زباله‌های ناشی از شکستگی هیدرولیک استفاده می‌شوند. چاه‌های کلاس سه برای تزریق سیالات مورد استفاده در استخراج محلول معدنی در زیر منابع زیرزمینی آب آشامیدنی استفاده می‌شوند. چاه‌های کلاس چهار، مانند چاه‌های کلاس یک، برای تزریق زباله‌های خطرناک استفاده شده، اما زباله‌ها را به جای منابع زیرزمینی آب آشامیدنی به منابع زیرزمینی یا بالای آن تزریق می‌کنند. EPA استفاده از چاه‌های کلاس ۴ را در سال ۱۹۸۴ ممنوع‌کرد. چاه‌های کلاس پنج آن‌هایی هستند که برای همه تزریق‌های بی‌خطری استفاده می‌شوند که تحت پوشش کلاس‌های I تا IV نیستند. نمونه‌هایی از چاه‌های کلاس پنج عبارتند از چاه‌های زهکشی آب طوفان و مزارع شستشوی سیستم سپتیک. در نهایت، چاه‌های کلاس شش برای تزریق دی‌اکسید کربن برای جداسازی یا ذخیره‌سازی طولانی‌مدت استفاده می‌شوند. در حال حاضر هیچ‌چاه کلاس شش در حال بهره‌برداری نیست، اما انتظارمی‌رود تا سال ۲۰۱۶ از ۶ تا ۱۰ حلقه‌چاه استفاده شود.

## زلزله‌های ناشی از تزریق

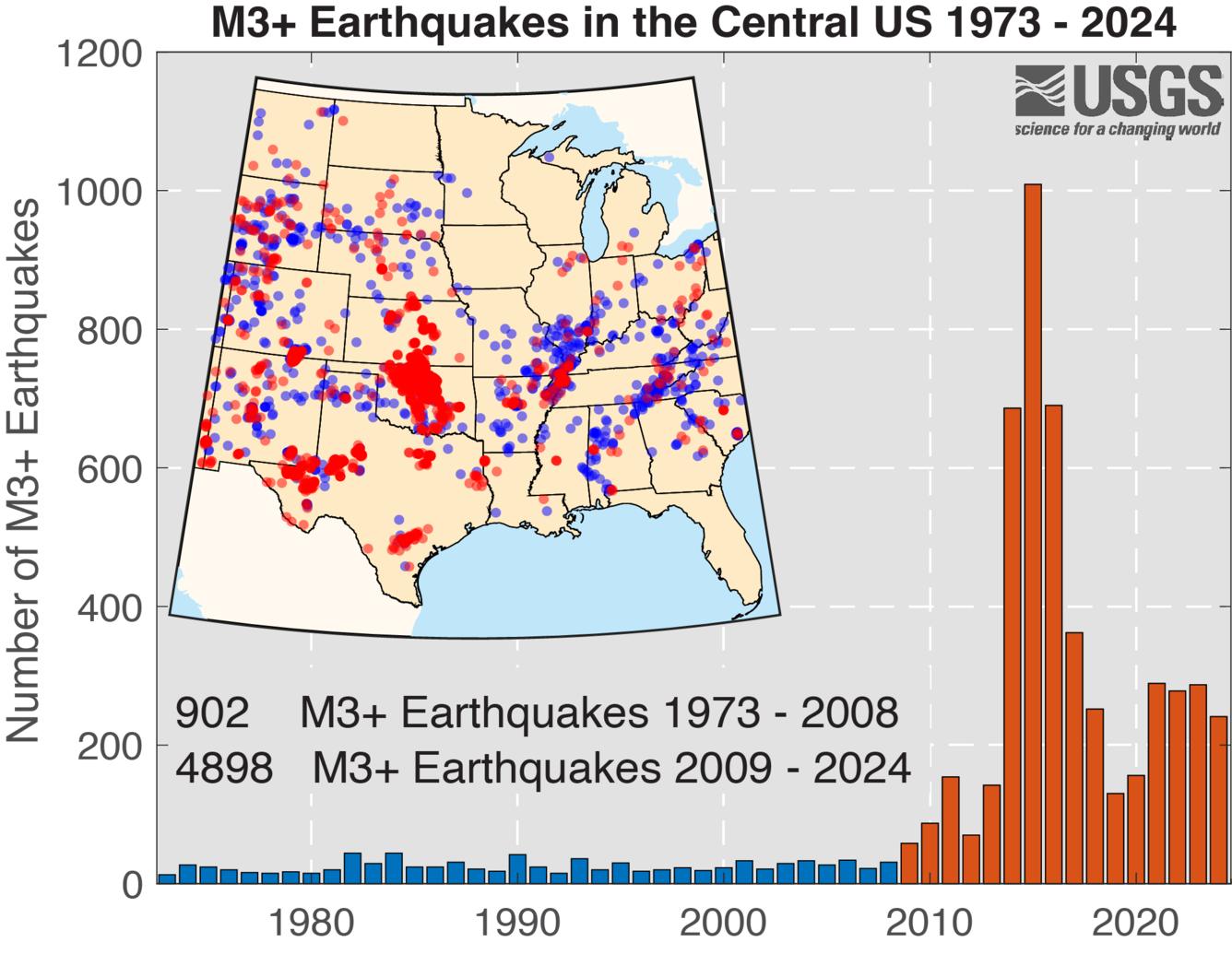
تعداد تجمعی زمین لرزه‌ها در مرکز ایالات متحده خوشه قرمز در مرکز نقشه، منطقه ای در نزدیکی اوکلاهاما را نشان می‌دهد که بیشترین افزایش فعالیت را از سال ۲۰۰۹ تجربه کرده است.

یک مطالعه در ژوئیه ۲۰۱۳ توسط ویلیام الزورث، دانشمند سازمان زمین‌شناسی ایالات متحده، زمین لرزه‌ها را به محل‌های تزریق فاضلاب مرتبط می‌کند. در چهارسال ۲۰۱۰–۲۰۱۳ تعداد زمین‌لرزه‌های با بزرگی ۳٫۰ یا بیشتر در مرکز و شرق ایالات متحده به‌طور چشمگیری افزایش یافته است. پس از چندین‌دهه نرخ ثابت زلزله (میانگین ۲۱ رویداد در سال)، فعالیت از سال ۲۰۰۱ افزایش یافت و به ۱۸۸ زمین لرزه در سال ۲۰۱۱ رسید، از جمله زلزله ۵٫۷ ریشتری در نزدیکی پراگ، اوکلاهاما که قوی‌ترین زمین‌لرزه ثبت شده در تاریخ اوکلاهاما بود. دانشمندان USGS دریافته‌اند که در برخی‌مکان‌ها افزایش لرزه‌خیزی همزمان با تزریق فاضلاب در چاه‌های دفع عمیق است. تصور می‌شود که زلزله‌های ناشی از تزریق در اثر تغییرات فشار ناشی از تزریق مایع اضافی در عمق سطح زمین ایجادمی‌شوند و به آن‌ها زلزله‌های «ساخت بشر» می‌گویند. در۳ سپتامبر سال ۲۰۱۶، زمین‌لرزه‌ای به بزرگی ۵٫۸ ریشتر در نزدیکی پاونی، اوکلاهاما رخ داد و پس از آن ۹ پس‌لرزه بین ۲٫۶ تا ۳٫۶ ریشتر طی سه‌ساعت و نیم رخ‌داد. این زلزله رکورد قبلی را که پنج‌سال قبل ثبت شده‌بود، شکست. لرزش تا دوردست‌های ممفیس، تنسی و گیلبرت، آریزونا احساس‌شد. مری فالین، فرماندار اوکلاهاما، وضعیت اضطراری محلی اعلام‌کرد و دستور تعطیلی چاه‌های دفع محلی توسط کمیسیون شرکت اوکلاهما صادرشد. نتایج تحقیقات چندساله در حال انجام بر روی زمین‌لرزه‌های القایی توسط سازمان زمین‌شناسی ایالات متحده (USGS) که در سال ۲۰۱۵ منتشر شد نشان‌می‌دهد که بیشتر زمین‌لرزه‌های مهم در اوکلاهما، مانند زلزله ۵٫۵ ریشتری ال رنو در سال ۱۹۵۲ ممکن‌است با تزریق عمیق فاضلاب توسط صنعت نفت ایجاد شده‌باشد.